# Perichares
Perichares is een geslacht van vlinders van de familie dikkopjes (Hesperiidae), uit de onderfamilie Hesperiinae.

## Soorten
- P. butus (Möschler, 1876)
- P. colenda (Hewitson, 1866)
- P. chima Evans, 1955
- P. deceptus (Butler & Druce, 1872)
- P. forbesi Biezanko & Mielke, 1973
- P. lotus (Butler, 1870)
- P. matha Evans, 1955
- P. philetes (Gmelin, 1790)
- P. seneca (Latreille, 1824)